# Bewijs door contrapositie
Het bewijs door contrapositie is een methode om het wiskundige bewijs te geven van de stelling
als {\displaystyle A} dan {\displaystyle B},
door het bewijzen van de omgekeerde stelling
als niet {\displaystyle B} dan niet {\displaystyle A}.
In de klassieke logica is de tweede stelling equivalent aan de eerste: een bewijs van de ene stelling is ook een bewijs voor de andere stelling.
Dat is in de intuïtionistische logica anders. Een bewijs dat 'als A dan B' betekent ook dat 'als niet B dan niet A' geldt, maar die redenering geldt in de andere richting niet.

## Voorbeelden
- {\displaystyle A\Rightarrow B\equiv \neg {A}\lor B\equiv \neg {B}\Rightarrow \neg {A}}

{\displaystyle A\Rightarrow B,\ \neg {A}\lor B} en {\displaystyle \neg {B}\Rightarrow \neg {A}} hebben dezelfde waarheidstabel.
- De volgende stelling kan met contrapositie worden bewezen:

Gegeven een positief geheel getal {\displaystyle n}. Als {\displaystyle n} geen kwadraat is, is {\displaystyle {\sqrt {n\ }}} irrationaal.
Bewijs daartoe de gelijkwaardige stelling:
Gegeven een positief geheel getal {\displaystyle n}. Als {\displaystyle {\sqrt {n\ }}} een rationaal getal is, dan is {\displaystyle n} een kwadraat.
Neem aan dat {\displaystyle {\sqrt {n\ }}} rationaal is. Dan zijn er gehele getallen {\displaystyle a} en {\displaystyle b} zodat {\displaystyle {\sqrt {n\ }}={\frac {a}{b}}} en ggd{\displaystyle (a,b)=1}. Dan kan {\displaystyle n={\frac {a^{2}}{b^{2}}}} niet verder worden vereenvoudigd en is {\displaystyle b^{2}=1}, omdat {\displaystyle n} een geheel getal is. Dus is {\displaystyle n=a^{2}}. Daarmee is de omgekeerde, gelijkwaardige stelling bewezen en door contrapositie ook de stelling zelf.